# Tân Phong, Biên Hòa
Tân Phong là một phường thuộc thành phố Biên Hòa, tỉnh Đồng Nai, Việt Nam.

## Địa lý
Phường Tân Phong nằm ở phía bắc thành phố Biên Hòa, cách trung tâm thành phố khoảng 3 km, có vị trí địa lý:
- Phía đông giáp phường Trảng Dài
- Phía tây giáp phường Bửu Long
- Phía nam giáp các phường Quang Vinh, Tân Mai, Trung Dũng
- Phía bắc giáp huyện Vĩnh Cửu.

Phường Tân Phong có diện tích 16,69 km², dân số năm 2022 là 53.498 người, mật độ dân số đạt 3.205 người/km².
Phường cũng là nơi tọa lạc của sân bay Biên Hòa.

## Hành chính
Phường Tân Phong được chia thành 11 khu phố: 1, 2, 3, 4, 5, 6, 7, 8, 9, 11, 11A.

## Lịch sử
Trong bản đồ Vidalin (1867), khu vực phường Tân Phong ngày nay thuộc huyện Phước Chánh, phủ Phước Long, tỉnh Biên Hòa. Trong bản đồ Boilloux (1881), khu vực thuộc tổng Phước Vĩnh Trung, tiểu khu Biên Hòa, sau này thuộc tỉnh Biên Hoà.
Sau Cách mạng tháng Tám, làng Tân Phong thuộc huyện Vĩnh Cửu. 
Dưới chính quyền Việt Nam Cộng hoà, khu vực này toạ lạc xã Bình Trước quận Đức Tu, tỉnh Biên Hoà.
Trong hai cuộc kháng chiến, Pháp, Mỹ xây dựng và mở rộng sân bay Biên Hòa thành sân bay chiến lược quân sự lớn nhất ở Đông Nam Á. 
Trong kháng chiến chống Pháp, Tân Phong là xã du kích, nơi có phong trào du kích chiến tranh phát triển, hành lang giao thông chiến lược nối liền căn cứ du kích Bình Đa với chiến khu Đ, nơi cung cấp nhiều sức người sức của cho thị xã Biên Hòa. Trong kháng chiến chống Mỹ, cơ sở bí mật ở xã Tân Phong đã bảo đảm thông tin, hậu cần cho đoàn pháo binh Miền tổ chức trận tập kích đầu tiên vào sân bay Biên Hòa và nhiều trận đánh vào đây trong những năm từ 1967 đến 1975.
Sau năm 1975, xã Tân Phong được thành lập, thuộc thành phố Biên Hoà, tỉnh Đồng Nai.
Ngày 17 tháng 1 năm 1984, xã Tân Phong được chuyển thành phường Tân Phong. Phường được chia thành 4 khu phố: 1, 2, 3, 4.
Ngày 29 tháng 8 năm 1994, phường Tân Phong được sáp nhập các khu phố 5, 6, 7, 8, 9, 11 từ phường Tân Tiến và khu phố 10 của phường Quang Vinh; phường còn được chia thành 2 phường Tân Phong và Trảng Dài. Từ đó, phường được chia thành 11 khu phố: 1, 2, 3, 4, 5, 6, 7, 8, 9, 10, 11.
Ngày 29 tháng 12 năm 2016, Uỷ ban Nhân dân tỉnh Đồng Nai ban hành Quyết định 4547/QĐ-UBND, trong đó thành lập khu phố 11A trên cơ sở một phần diện tích khu phố 11.
Ngày 28 tháng 9 năm 2024, Ủy ban Thường vụ Quốc hội ban hành Nghị quyết số 1194/NQ-UBTVQH15 về việc sắp xếp đơn vị hành chính cấp xã của tỉnh Đồng Nai giai đoạn 2023 – 2025 (nghị quyết có hiệu lực từ ngày 1 tháng 11 năm 2024). Theo đó:
- Điều chỉnh 0,13 km² diện tích tự nhiên và quy mô dân số là 3.553 người thuộc khu phố 10 vào phường Quang Vinh.
- Điều chỉnh 0,03 km² diện tích tự nhiên và quy mô dân số là 1.037 người thuộc khu phố 10 vào phường Trung Dũng.

Sau khi điều chỉnh, phường Tân Phong có 16,69 km² diện tích tự nhiên và quy mô dân số là 53.498 người, không còn khu phố 10.